# Жданов, Борис Глебович
Бори́с Гле́бович Жда́нов (настоящее имя Васи́лий Дми́триевич Кали́нин) (1888—1980) — участник революционного движения, советский партийный, государственный, профсоюзный и военный деятель.

## Биография
Борис Глебович Жданов родился в Калужской губернии, в городе Людиново. В 1902 году окончил сельскую школу, работал на заводе. Принимал активное участие в революции 1905 года.
В 1905—1917 годах — эсэр, участник террористических актов и акций по экспроприации (грабежей). Вёл революционную работу в Людинове, Брянске, Москве. Участвовал в убийстве городового Бумазенкова и охранника Преображенского, был арестован, сидел в Брянской тюрьме и после был выслан в Жиздру. В 1908 году, опасаясь преследований, уехал на Дальний Восток.
18 мая 1910 года был осуждён за попытку грабежа в доме купца Буянова, вооруженное сопротивление при аресте и покушение на убийство городового, приговорен к 12 годам каторжных работ. Отбывал наказание сначала в Алгачах, в 1912 году в Александровской тюрьме, а с 1912 в Горном Зерентуе.
После освобождения в 1917 году уехал в Читу, работал слесарем в читинских железнодорожных мастерских. В сентябре 1917 года был избран председателем Совета рабочих депутатов Дальнего Востока, являлся активным участником установления советской власти в Забайкалье. С 1918 года — член РКП(б). С февраля по сентябрь 1920 года — председатель сначала Приамурского обкома РКП(б), потом областного Совета депутатов.
С сентября 1920 года — на Восточно-Забайкальском фронте. С 15 сентября по 28 октября 1920 года — председатель Народно-революционного комитета Восточно-Забайкальской области; один из руководителей боёв за освобождение Читы от японцев 19—22 октября 1920 года.
В 1921—1924 годах учился в Москве на курсах марксизма-ленинизма при ЦК ВКП(б). С 1924 по 1941 годы находился на руководящей советской, партийной и профсоюзной работе в Москве и на Северном Кавказе.
Во время Великой Отечественной войны служил военным комиссаром эвакогоспиталя истребительного батальона. Награждён орденами Ленина и Красной Звезды.
В 1945—1946 годах — ответственный секретарь партийной комиссии Московского военного училища имени Верховного Совета РСФСР. С 1946 года — персональный пенсионер.